# Incêndio de progresso rápido
Incêndios de progresso rápido (do inglês, rapid fire progress) são todos os incêndios que se desenvolvem de forma mais rápida que a esperada, a partir da ocorrência de fenômenos conhecidos, tais como uma ignição súbita generalizada (flashover), uma ignição explosiva (backdraft) ou outros eventos similares.

## Flashover
O termo flashover foi introduzido pelo cientista britânico P.H. Thomas, nos anos 60, e foi usado para descrever a teoria do crescimento de um fogo até o ponto onde se torna um incêndio totalmente desenvolvido.
A teoria do flashover diz que durante o crescimento do incêndio, o calor da combustão poderá aquecer gradualmente todos os materiais combustíveis presentes no ambiente e fazer com que eles alcancem, simultaneamente, seu ponto de ignição, produzindo a queima instantânea e concomitante desses materiais (dita, ignição súbita generalizada ou inflamação generalizada). Isso acontece porque a camada de gases do incêndio (gases aquecidos) que se cria no teto da edificação durante a fase de crescimento do fogo irradia calor para os materiais combustíveis situados longe da origem do fogo (zona de pressão positiva). Esse calor irradiado produz a pirólise dos materiais combustíveis do ambiente. Os gases que se produzem durante este período se aquecem até a temperatura de ignição e ocorre o flashover, ficando toda a área envolvida pelas chamas.

## Backdraft
A diminuição da oferta de oxigênio (limitação da ventilação) poderá gerar o acúmulo de significativas proporções de gases inflamáveis, produtos parciais da combustão e das partículas de carbono ainda não queimadas. Se estes gases acumulados forem oxigenados por uma corrente de ar proveniente de alguma abertura no compartimento produzirão uma deflagração repentina. Esta explosão que se move através do ambiente e para fora da abertura é denominada de ignição explosiva, termo que em inglês é denominada de backdraft ou backdraught.

## Comparação entre flashovers e backdrafts
Existem quatro diferenças principais entre flashovers e backdrafts:
- Os backdrafts não ocorrem muito freqüentemente em incêndios. Já os flashovers acontecem com maior frequência.
- Um backdraft é um fenômeno explosivo (com a liberação de ondas de choque que podem romper e lançar estruturas) e o flashover não. O flashover é apenas o desenvolvimento acelerado do fogo, ou seja, um fenômeno que resulta numa transição repentina e sustentada de um fogo crescente para um incêndio totalmente desenvolvido.
- O termo backdraft é usado por bombeiros para descrever um evento onde o ar (oxigênio) entra repentinamente num espaço que contém um incêndio controlado pela falta de ventilação e acaba provocando uma ignição explosiva ou explosão por fluxo reverso, portanto a causa principal do backdraft está ligada a uma abertura e a repentina oferta de ar (oxigênio). Já o efeito disparador ou a causa de um flashover é o calor e não o ar.
- As ignições explosivas tipo backdraft ocorrem nos estágios do incêndio onde existe muito calor e ventilação limitada, seguida de nova ventilação. Já os flashovers ocorrem nos estágios onde surge um calor crescente com ventilação permanente.

## Consequência no combate ao incêndio
Até pouco tempo atrás, as fases do incêndio eram estudadas a partir de três etapas – a fase inicial, a fase da queima livre e a fase da queima lenta. Atualmente, a maioria das organizações de bombeiro e programas de treinamento estão sofrendo alterações e passando a estudar o processo a partir de cinco fases distintas, a saber: ignição, crescimento, flashover, desenvolvimento completo e diminuição. No entanto, convém observar que a ignição e o desenvolvimento de um incêndio interior é algo complexo, que depende de uma série de numerosas variáveis, por isso, pode ser que nem todos os incêndios se desenvolvam seguindo cada uma das fases descritas a seguir.
As únicas proteções reais para uma explosão do tipo backdraft ou mesmo para um flashover são o uso constante de roupas de proteção completas (incluindo capacete, capa e calça de aproximação, luvas, botas, balaclavas e proteção respiratória tipo pressão positiva), o estudo sistemático desses fenômenos e treinamento. 